# Bolesław Ciechanowski
Bolesław Ciechanowski (ur. 7 marca?/19 marca 1897 w Orle, zm. w kwietniu 1940) – podpułkownik dyplomowany piechoty Wojska Polskiego, kawaler Orderu Virtuti Militari, ofiara zbrodni katyńskiej.

## Życiorys
Syn Mieczysława i Stanisławy z d. Wołodko. 19 sierpnia 1920 został zatwierdzony z dniem 1 kwietnia 1920 w stopniu kapitana, w piechocie, w grupie oficerów byłych Korpusów Wschodnich i byłej armii rosyjskiej. 1 czerwca 1921 nadal pełnił służbę w 21 pułku piechoty w Warszawie. 3 maja 1922 został zweryfikowany w stopniu kapitana ze starszeństwem z dniem 1 czerwca 1919 i 706. lokatą w korpusie oficerów piechoty, a jego oddziałem macierzystym był wciąż 21 pułk piechoty. W 1923 roku pełnił służbę w 73 pułku piechoty w Katowicach na stanowisku pełniącego obowiązki dowódcy II batalionu detaszowanego w Szczakowej. W następnym roku został przesunięty na stanowisko dowódcy III batalionu, a w 1925 roku dowódcy I batalionu. 1 grudnia 1924 został mianowany majorem ze starszeństwem z dniem 15 sierpnia 1924 i 221. lokatą w korpusie oficerów piechoty.
Z dniem 2 listopada 1926 został przydzielony do Wyższej Szkoły Wojennej w Warszawie, w charakterze słuchacza Kursu 1926–1928. Z czasów studiów zachowały się dwie odmienne opinie o Ciechanowskim, jedna francuskiego dyrektora nauk Wyższej Szkoły Wojennej Louisa Faury'ego: „Umysł chaotyczny, nie nadaje się do pracy w sztabach”, i druga opinia, polskiego komendanta szkoły gen. Aurelego Serdy-Teodorskiego: „Bardzo dobry oficer, nadaje się na wszelkie stanowiska sztabowe”. Z dniem 31  października 1928, po ukończeniu kursu i otrzymaniu dyplomu naukowego oficera Sztabu Generalnego, został przydzielony do Dowództwa Okręgu Korpusu Nr V w Krakowie. 20 września 1930 został przeniesiony do 13 Dywizji Piechoty w Równem na stanowisko szefa sztabu. 17 stycznia 1933 został mianowany podpułkownikiem ze starszeństwem z dniem 1 stycznia 1933 i 10. lokatą w korpusie oficerów piechoty. 28 czerwca 1933 został przeniesiony do 44 pułku piechoty w Równem na stanowisko zastępcy dowódcy pułku. Od 18 października 1936 do 4 lutego 1937 pełnił obowiązki dowódcy tego oddziału. W 1938 roku został przeniesiony do 64 pułku piechoty w Grudziądzu na stanowisko dowódcy pułku. 
Na czele tego pułku walczył w kampanii wrześniowej 1939. 1 września w czasie bitwy nad Osą został ranny w nogę. Ewakuowany przez Warszawę do szpitala w Brześciu nad Bugiem. Po przekazaniu szpitala przez Niemców Rosjanom, aresztowany 25 października 1939, wywieziony 2 kwietnia 1940. Prawdopodobnie został zamordowany na mocy decyzji Biura Politycznego Wszechzwiązkowej Komunistycznej Partii (bolszewików) z dnia 5 marca 1940 i figuruje na nieodnalezionej dotychczas tzw. białoruskiej liście katyńskiej.
Był mężem Jadwigi z domu Grentza, ojcem emigracyjnego historyka Jana Mieczysława Ciechanowskiego oraz Wojciecha (ur. 1935).

## Ordery i odznaczenia
- Krzyż Srebrny Orderu Virtuti Militari nr 1297 (26 marca 1921)[26][27][2]
- Krzyż Walecznych (czterokrotnie)[28][29]
- Złoty Krzyż Zasługi (17 marca 1930)[30]
- Medal 10 Rocznicy Wojny Niepodległościowej (Łotwa, zezwolenie 1929)[31]